# Anthomuricea reticulata
Anthomuricea reticulata är en korallart som beskrevs av Nutting 1910. Anthomuricea reticulata ingår i släktet Anthomuricea och familjen Plexauridae. Inga underarter finns listade i Catalogue of Life.